# Baunach
Baunach – miasto w Niemczech, w kraju związkowym Bawaria, w rejencji Górna Frankonia, w regionie Oberfranken-West, w powiecie Bamberg, siedziba wspólnoty administracyjnej Baunach. Leży 10 km na północ od Bamberga, nad rzekami Baunach, Lauter i Men, przy drodze B279 i linii kolejowej Bamberg – Maroldsweisach. Do reformy administracyjnej w 1972 r. leżało w powiecie Ebern.

## Podział administracyjny
Miasto dzieli się na następujące części:
- Baunach
- Daschendorf
- Dorgendorf
- Godelhof
- Godeldorf
- Leucherhof
- Priegendorf
- Reckenneusig

## Demografia
| Rok  | Liczba mieszk. |
| 1970 | 2.914          |
| 1987 | 3.174          |
| 2000 | 3.807          |
| 2006 | 3.952          |

## Polityka
Burmistrzem jest Ekkehard Hojer. Rada miasta składa się z 16 członków:
|      | CSU | SPD | Chrześcijański Związek Obywateli | Chrześcijańska Unia Wyborcza | Razem     |
| 2002 | 6   | 4   | 5                                | 1                            | 16 miejsc |

## Zabytki i atrakcje
- Muzeum Regionalne (Heimatmuseum) w Starym Ratuszu
- rynek z domami z muru pruskiego, Obleyhof (siedziba władz kapituły bamberskiej)
- Kościół parafialny pw. św. Oswalda (St. Oswald) wybudowany w 1244, chór z 1460
- późnogotycka kaplica św. Magdaleny (St. Magdalena) z około 1430, 1473
- cmentarz
- kapliczka Schächer z roku 1520
- Stary Ratusz nazywany zamkiem Schadeck, z 1742–1746
- pozostałości po murach miejskich z 1720
- późnobarokowy zamek biskupa

## Współpraca
Miejscowości partnerskie:
- Bad Lausick, Saksonia
- Bamberg, Bawaria

## Galeria

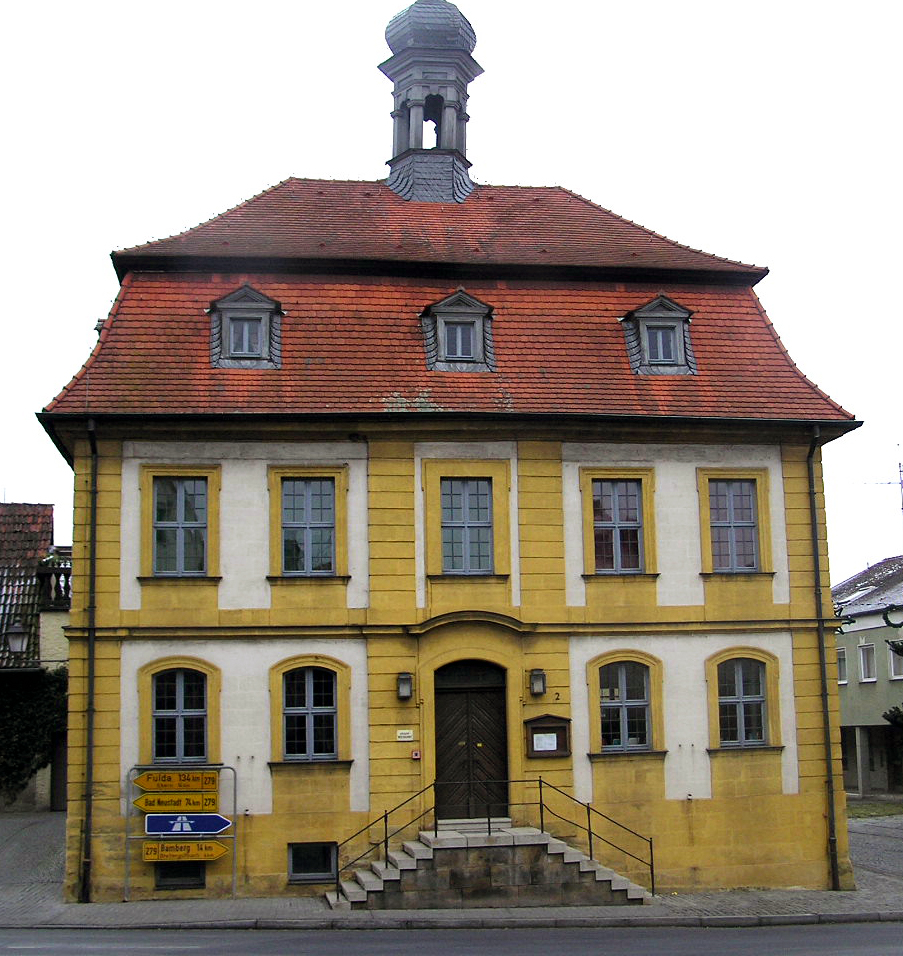
Stary Ratusz
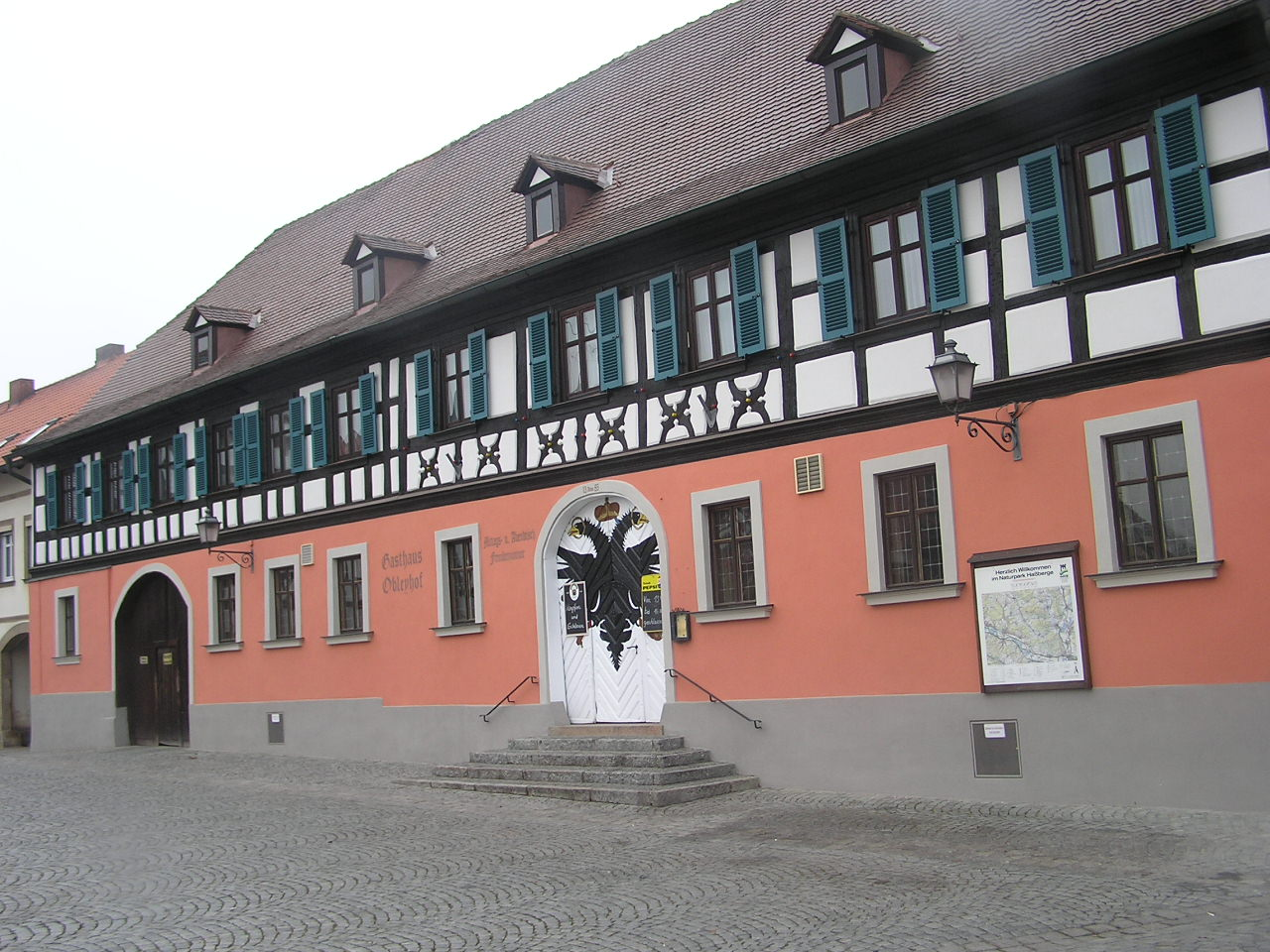
Siedziba władz kapituły bamberskiej Obleyhof
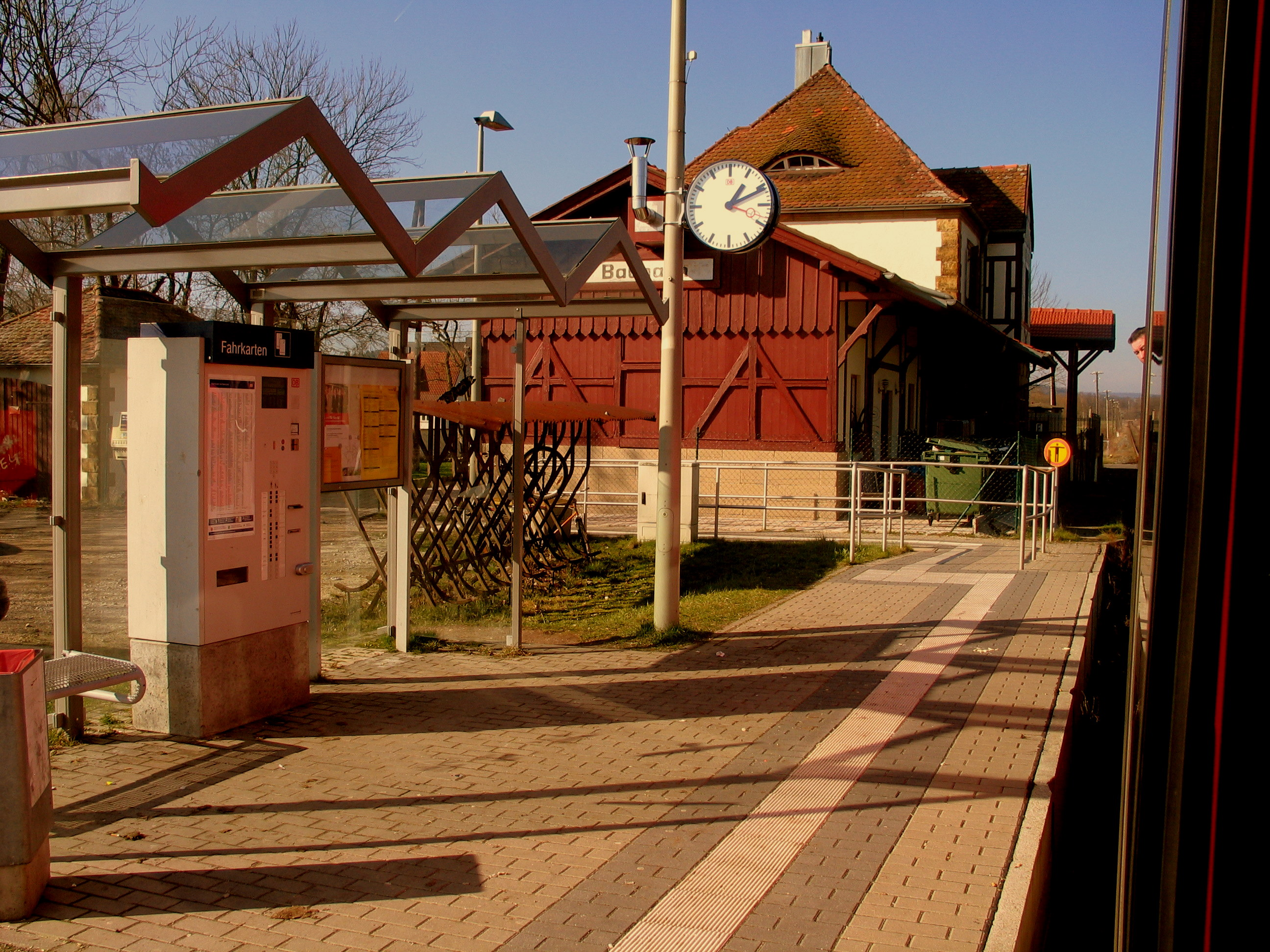
Stacja kolejowa
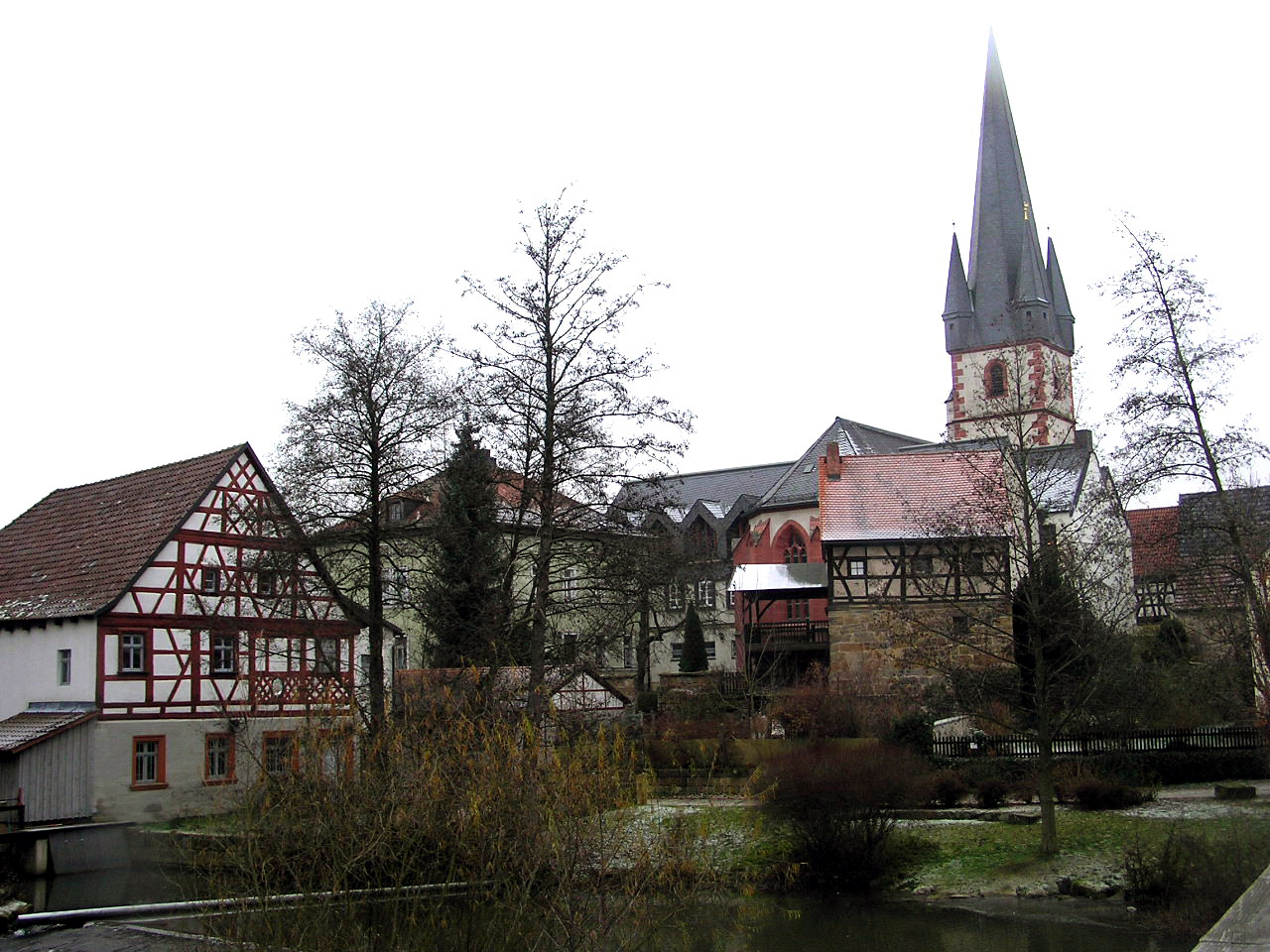
Kościół pw. św. Oswalda (St. Oswald)
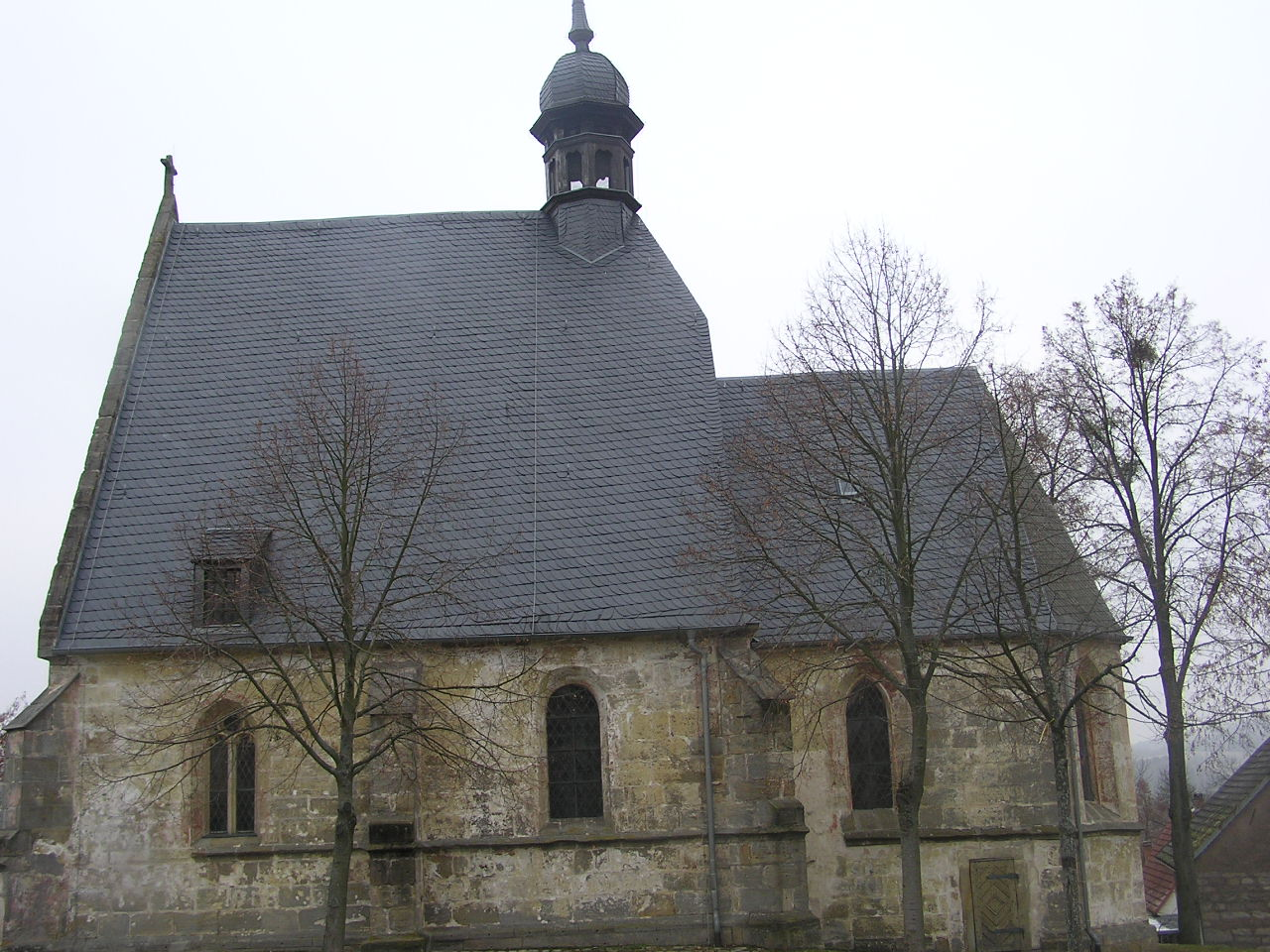
Kaplica św. Magdaleny (St. Magdalena)